# FTVスーパーニュース
『FTVスーパーニュース』（エフティーブイ スーパーニュース、ラテン文字表記：FTV Super NEWS）は、福島テレビで生放送されていた夕方の福島県向けローカルワイドニュース番組である（全国ニュース「FNNスーパーニュース」を内包）。

## 番組概要
- 1998年3月30日にスタート。スタート当初のタイトルは『FNN FTVスーパーニュース テレポート』（エフエヌエヌ エフティーブイスーパーニュース テレポート）で、FTVがJNN時代から継承していた「テレポート」がタイトルにつけられていたが、2000年4月3日から消滅した[1]。
- 2003年3月31日から平日放送分は『Lばんスーパーニュース』にタイトルを変えたため、このタイトルで放送している曜日は当初は土曜・日曜のみ（平日は全国枠が『FTVスーパーニュース FNN』というタイトルに）であったが、2007年4月2日からでLばん冠が外れることとなり、平日の全国・ローカル枠も全て『FTVスーパーニュース』として放送する（ただし、平日17:54の全国ニュース枠のオープニングでは『FTVスーパーニュース FNN』と表記される）。
- Lばんスーパーニュースから、スーパーニュースの17時台を中断してローカル枠を挿入してきたが、2008年3月31日の放送から17時台のローカル枠を廃止し、スーパーニュースの17時台フルネットに移行。2014年からは17時48分から17時54分までのローカル枠が6年ぶりに復活していた。
- 千田淳一がキャスターだった2007年から2013年までのテーマは「情熱」、スローガンは「情熱スクープ」。コーナーにも「情熱リポート」「情熱スポーツ」があった。
- 福島中央テレビと福島放送は週末の夕方ニュース番組を30分程度としているが、『FTVスーパーニュース』は土曜日の放送を唯一、55分枠での放送になっていた[2]。そのため、フジテレビ版のエンディングは土曜・日曜共に放送されておらず、独自のエンディングとなっていた。 2015年3月27日（WEEKENDは、3月29日）をもって終了し、同年3月30日から2018年4月1日までは、『FTVみんなのニュース』が放送を開始した。

## 放送時間
| 期間 | 期間      | 放送時間（JST）            | 放送時間（JST）        | 放送時間（JST）       |
| 期間 | 期間      | 月曜日 - 金曜日            | 土曜日                 | 日曜日                |
| --- | --------- | -------------------------- | ---------------------- | --------------------- |
| 1998.3.30 | 1999.10.3 | 17:55 - 18:55（60分）      | 18:00 - 18:55（55分）  | 17:30 - 18:00（30分） |
| 1999.10.4 | 2000.4.2  | 17:55 - 19:00（65分）      | 18:00 - 18:55（55分）  | 17:30 - 18:00（30分） |
| 2000.4.3 | 2001.4.1  | 17:54 - 18:45頃（約51分）1 | 18:00 - 18:55（55分）  | 17:30 - 18:00（30分） |
| 2001.4.2 | 2003.3.30 | 17:54 - 18:45頃（約51分）1 | 17:30 - 18:25（55分）4 | 17:30 - 18:00（30分） |
| 2003.3.31 | 2007.4.1  | 17:54 - 18:16頃（約22分）2 | 17:30 - 18:25（55分）4 | 17:30 - 18:00（30分） |
| 2007.4.2 | 2007.9.30 | 16:54 - 19:00（126分）3    | 17:30 - 18:25（55分）4 | 17:30 - 18:00（30分） |
| 2007.10.1 | 2008.3.30 | 16:52 - 19:00（128分）4    | 17:30 - 18:25（55分）4 | 17:30 - 18:00（30分） |
| 2008.3.31 | 2012.9.30 | 16:53 - 19:00（127分）5    | 17:30 - 18:25（55分）4 | 17:30 - 18:00（30分） |
| 2012.10.1 | 2015.3.29 | 16:50 - 19:00（130分）6    | 17:30 - 18:25（55分）4 | 17:30 - 18:00（30分） |
| 備考 - すべてJSTで表記。 - 1 『Lばんテレポート』に内包。 - 2 『Lばんスーパーニュース』に内包。 - 3 最初の1分間はオープニング・挨拶とヘッドライン。 - 4 『スーパーニュース』放送開始時間が繰り上がりに伴う。 - 5 17時台のローカル枠廃止と『スーパーニュース』17時台フルネットのため。 - 6 2013年4月1日以降は、実質的に16:52.30開始。 |           |                            |                        |                       |

## キャスター

### 平日・土曜日
| 期間 | 期間       | 男性            | 男性         | 男性         | 男性         | 女性                   | 女性                   | 女性                 | 女性         |
| 期間 | 期間       | 月 - 水         | 木           | 金           | 土           | 月 - 水                | 木                     | 金                   | 土           |
| --- | ---------- | --------------- | ------------ | ------------ | ------------ | ---------------------- | ---------------------- | -------------------- | ------------ |
| 1998.3.30 | 1999.10.2  | 金井淳郎1・2    | 金井淳郎1・2 | 原國雄1・2   | 原國雄1・2   | 原田幸子1・2           | 原田幸子1・2           | 荒井律1・2           | 荒井律1・2   |
| 1999.10.4 | 2001.3.31  | 原國雄1         | 原國雄1      | 藺草英己1・2 | 藺草英己1・2 | 原田幸子1・2           | 原田幸子1・2           | 荒井律1・2           | 荒井律1・2   |
| 2001.4.2 | 2002.3.30  | 原國雄          | 原國雄       | 原國雄       | 藺草英己     | 原田幸子1・2           | 原田幸子1・2           | 原田幸子1・2         | （不在）     |
| 2002.4.1 | 2003.3.29  | 原國雄          | 原國雄       | 原國雄       | 千田淳一     | 原田幸子1・2           | 原田幸子1・2           | 原田幸子1・2         | 関口由香里   |
| 2003.3.31 | 2004.3.27  | 原國雄          | 原國雄       | 原國雄       | 高橋雄一     | 原田幸子 向井佐都子    | 原田幸子 向井佐都子    | 原田幸子 向井佐都子  | 海附雅美     |
| 2004.3.29 | 2005.4.2   | 原國雄          | 原國雄       | 原國雄       | 坂井有生     | 原田幸子 向井佐都子    | 原田幸子 向井佐都子    | 原田幸子 向井佐都子  | 海附雅美     |
| 2005.4.4 | 2006.3.25  | 坂井有生        | 坂井有生     | 坂井有生     | 原國雄4      | 浜中順子5 関口由香里   | 浜中順子5 関口由香里   | 浜中順子5 関口由香里 | 武田真紀     |
| 2006.3.27 | 2007.3.31  | 坂井有生        | 坂井有生     | 坂井有生     | 原國雄4      | 浜中順子5 関口由香里   | 浜中順子5 関口由香里   | 浜中順子5 関口由香里 | 山元香里     |
| 2007.4.2 | 2008.3.29  | 千田淳一        | 千田淳一     | 千田淳一     | 坂井有生     | 浜中順子5 関口由香里   | 浜中順子5 関口由香里   | 浜中順子5 関口由香里 | 原田幸子2・5 |
| 2008.3.31 | 2009.3.28  | 千田淳一        | 千田淳一     | 坂井有生     | 坂部友宏2    | 関口由香里 多田紗耶子6 | 関口由香里 多田紗耶子6 | 浜中順子5            | 原田幸子2・5 |
| 2009.3.30 | 2011.6.25  | 千田淳一        | 千田淳一     | 米田元気2    | 米田元気2    | 関口由香里             | 関口由香里             | 原田幸子5            | 原田幸子5    |
| 2011.6.27 | 2012.3.31  | 千田淳一        | 千田淳一     | 米田元気2    | 米田元気2    | 関口由香里             | 関口由香里             | 堤友香               | 堤友香       |
| 2012.4.2 | 2013.3.30  | 千田淳一        | 千田淳一     | 坂井有生     | 坂井有生     | 関口由香里             | 関口由香里             | 堤友香               | 堤友香       |
| 2013.4.1 | 2013.6.29  | 坂井有生        | 坂井有生     | 延増惇       | 延増惇       | 堤友香                 | 堤友香                 | 長澤彩子             | 若槻麻美     |
| 2013.7.1 | 2013.9.28  | 坂井有生        | 坂井有生     | 坂井有生     | 延増惇       | 堤友香                 | 堤友香                 | 堤友香               | 若槻麻美     |
| 2013.9.30 | 2014.3.29  | 延増惇          | 延増惇       | 延増惇       | 坂井有生     | 堤友香                 | 堤友香                 | 若槻麻美             | 若槻麻美     |
| 2014.3.31 | 2014.12.26 | 延増惇          | 延増惇       | 延増惇       | 坂井有生     | 若槻麻美               | 若槻麻美               | 安河内程子           | 安河内程子   |
| 2015.1.5 | 2015.3.28  | 延増惇 豊嶋啓亮 | 坂井有生     | 坂井有生     | 坂井有生     | 岸野文絵               | 若槻麻美               | 若槻麻美             | 若槻麻美     |
| - 1 『テレポート』を兼務（1999年10月1日まで）。 - 2 『FTVニュース（555） テレポート ザ・ヒューマン』から続投。 - 3 2003年4月から2007年3月まで内包されていた『Lばんスーパーニュース』キャスターを兼務。 - 4 2005年7月上旬から9月にかけて高橋アナが代理を務める。 - 5 トップクレジット扱い（浜中の月 - 金曜担当時は2007年3月まで）。 - 6 当時はアナウンサーとしては在籍していたが、2009年6月ごろから当番組含め病気療養のため出演していなかった。 |            |                 |              |              |              |                        |                        |                      |              |

#### 上記以外のキャスター
天気
- 斎藤恭紀（気象予報士）（月曜 - 金曜）

スポーツキャスター
- 鈴木康一郎（金曜）

郡山フィールドキャスター
- 宍戸真詩美

##### 過去
フィールドキャスター
- 坂井有生（2009年3月30日 - 2013年3月）

スポーツキャスター
- 宮下和宏（月曜 - 金曜、1998年3月30日 - 1999年10月1日） - 『FTVニュース555 テレポート ザ・ヒューマン』から続投。
- 藺草英己（土曜、1998年4月4日 - 1999年10月2日） - 『FTVニュース テレポート ザ・ヒューマン』から続投。
- 米田元気（金曜・土曜、2008年4月4日 - 2009年3月27日）

郡山フィールドキャスター
- 若槻麻美（月曜 - 金曜、2007年4月2日 - 2008年3月28日）

度々18時台でも郡山からニュースを伝えることがあるため、郡山フィールドキャスターを記載。
天気
- 伊藤里奈（金曜・土曜、2008年4月5日 - 9月27日）
- 若槻麻美（同上、2008年10月3日 - 2009年3月28日）

### 日曜日
- 2015年3月29日終了時点 福島テレビのアナウンサーが1人担当
  - 浜中順子
  - 藺草英己

過去
- 1998年4月5日 - 2014年 福島テレビ過去に存在したアナウンサーがシフト勤務で担当に1人
  - 高橋雄一
  - 北上明子
  - 長久保智子
  - 田井麗花
  - 伊藤里奈
  - 若槻麻美
  - 岩田雅人
  - 海附雅美
  - 向井佐都子
  - 荒井律
  - 千田淳一
  - 上山美紀
  - 山元香里
  - 坂部友宏
  - 堤友香
  - 名和田知加
  - 関口由香里
  - 藤川貴央

## コーナー

### 平日
- Voice 福島の声（特集）

#### 過去
- SuperNews Eye（17時台生活情報コーナー）
- Show劇（2008年4月 - 2008年9月、2009年4月 - ）
- 家族の記憶（シリーズ企画、2007年4月 - 2008年3月）
- まちサンポ（金曜、2008年4月 - 2009年3月）
- 情熱リポート（平日特集 千田キャスター時代）
- 情熱スポーツ（金曜、スポーツコーナー）、ほか

### 土曜
- 一週間の福島県内のニュースを振り返るコーナー（2013年度以降は正式なタイトル名なし）
土曜日担当キャスター該当者以外のアナウンサーによる影読み
- In Forcs（FTVのカメラマンが撮った県内の環境などの映像、2009年3月28日までは正式タイトルはなく「今週の映像」という名だった）

#### 過去
一週間の福島県内のニュースを振り返るコーナー名変遷
- 7days Flash（1998年 - 2005年)
- Weekly Headline（2005年 - 2009年）
- 情熱headline（2009年 - 2013年）

その他
- 千田が行く!（2002年 千田キャスター時代）
- 現代用語の基礎（2003年 高橋キャスター時代）
- 土曜フォーカス（2005年 - 2007年 原キャスター時代）
- 今週のOBJECTION（ - 2008年）
- 今日のキーワード（ - 2008年）
- 情熱発見伝（坂部キャスター時代）
- ふくしまがすきなんです（原田キャスター時代、2007年 - 2011年6月）
- もとおきの元気のもと（2009年 - 2010年）
- 知リーズ（2010年 - 2011年）

## 特番
- 2007年12月24日 16:35 - 19:00「2007 FTVスーパーニューススペシャル」
  - 時間帯を大幅に拡大した生放送。
- 2008年12月28日 16:00 - 17:25 「2008 FTVスーパーニュース特報」
  - 17時台のローカル枠打ち切りに伴い日曜夕方に放送。ただし、録画での放送となった。
- 2009年8月31日 16:53 - 19:30
  - 前日の8月30日に行われた衆議院選挙について、片山虎之助元参院議員のほか太田和美衆院議員ら県選出議員をスタジオに招き、東京からは玄葉光一郎衆院議員が中継で出演し、19時30分まで延長して放送された。
- 2009年12月28日 16:00 - 19:00 「FTVスーパーニュース特報」
  - 2年ぶりの生放送。

### 東日本大震災（東北地方太平洋沖地震）時
「FTVスーパーニュース特報〜東日本大震災〜」
- 2011年3月21日 12:00 - 13:00 15:00 - 15:15
  - このため、21日放送再開予定の「笑っていいとも!」は同じく地震関連の特番を組む仙台放送と共に同日は放送休止。22日から再開。
- 2011年3月22日 - 3月25日 15:30 - 16:00
- 2011年3月27日 14:55 - 16:00
- この他にも、通常の土曜日の放送を19時まで延長して特番として放送したりするなどして、随時報道特番を組んだ。

## 備考
- 千田キャスター時代は、氏名表示、見出しなどといった17:54のヘッドラインも含め、FTVが出す全ての字幕においては、フジテレビと同一ではなく独自のものが使用されていた。またテーマ曲も、ローカルパートは全てフジテレビのものを使用していない。2013年度はテロップは同一のものになったが、テーマ曲は異なる。

2013年度での特集コーナー（「Voice 福島の声」）では、TBS「イブニング・ファイブ」で使用されていた『Something In The Wind』を使用している。余談ではあるが、TBSとは1983年3月まで加盟していたJapan News Network（JNN）のキー局であった（「Voice」というタイトルも、かつてのJNN準キー局である毎日放送の夕方ニュースにて使用）。
- 18:17ごろ冒頭に出るオープニングタイトルは、2009年3月30日の放送からは「情熱スクープ」と出た後に「FTVスーパーニュース」と出るオープニングが月曜から木曜までは中央にて表示、金曜のみは左下にて表示されていたが、2010年3月29日の放送からスーパーニュースのロゴ変更などもあり、右下表示となった。2009年以前も左下に表示されるケースが多かった。
- 情報センターがハイビジョン化した2007年4月2日から使われていたセットは、石川テレビで使われていた『石川テレビスーパーニュース』のセットとほぼ同じようなデザインであった（こちらもHD対応）。2009年3月30日から新社屋に移転する2019年3月31日（この時点で番組は『テレポートプラス』に変わっていた）まではセットの一部を改装する手直しを繰り返しながら12年にわたって使用していた。
- 2011年3月11日に東日本大震災が発生し、これにより福島県にある福島第一原子力発電所から放射性物質が出た影響で、新潟県に避難した福島県民もいた。これに伴い、同じFNS・FNN系列のNST新潟総合テレビは、新潟県に避難中の福島県民向けに、同年3月22日から4月29日まで平日16:45から10分間、この番組の福島ローカル部分のダイジェスト放送を、「福島テレビニュース」として放送した。

## FTV歴代の夕方ニュース
| 期間      | 期間       | 月曜日 - 金曜日                              | 土曜日                                    | 日曜日                                    |
| --------- | ---------- | -------------------------------------------- | ----------------------------------------- | ----------------------------------------- |
| 1973.10.1 | 1980.3.30  | FTVテレポート                                | FTVニュース                               | FTVニュース                               |
| 1980.3.31 | 1983.3.27  | FTVテレポート                                | FTVニュース                               | FNNニュースレポート5:30                   |
| 1983.3.28 | 1985.3.31  | FTVテレポート                                | FTVテレポート                             | FNNニュースレポート5:30                   |
| 1985.4.1  | 1985.12.28 | FTVテレポート                                | FTVテレポート                             | FNNスーパータイム                         |
| 1986.1.6  | 1993.3.28  | FNN FTVテレポート                            | FNN FTVテレポート                         | FNNスーパータイム                         |
| 1993.3.29 | 1997.3.30  | FNN FTVテレポート                            | FNN FTVテレポート                         | FNN FTVテレポート                         |
| 1997.3.31 | 1998.3.29  | FNN FTVニュース555 テレポート ザ・ヒューマン | FNN FTVニュース テレポート ザ・ヒューマン | FNN FTVニュース テレポート ザ・ヒューマン |
| 1998.3.30 | 2000.4.2   | FNN FTVスーパーニュース テレポート           | FNN FTVスーパーニュース テレポート        | FNN FTVスーパーニュース テレポート        |
| 2000.4.3  | 2001.4.1   | FTVスーパーニュース FNN                      | FTVスーパーニュース FNN                   | FTVスーパーニュース FNN                   |
| 2001.4.2  | 2003.3.30  | FTVスーパーニュース FNN                      | FNN FTVスーパーニュースWEEKEND            | FNN FTVスーパーニュースWEEKEND            |
| 2003.3.31 | 2007.4.1   | Lばんスーパーニュース                        | FNN FTVスーパーニュースWEEKEND            | FNN FTVスーパーニュースWEEKEND            |
| 2007.4.2  | 2013.3.31  | 情熱スクープ FTVスーパーニュース FNN         | 情熱スクープ FTVスーパーニュース FNN      | FNN FTVスーパーニュースWEEKEND            |
| 2013.4.1  | 2015.3.29  | FTVスーパーニュース                          | FTVスーパーニュース                       | FTVスーパーニュース                       |
| 2015.3.30 | 2018.4.1   | FTVみんなのニュース                          | FTVみんなのニュース                       | FTVみんなのニュース                       |
| 2018.4.2  | 2019.3.31  | FTVテレポートプラス                          | FTVテレポートプラス                       | プライムニュース イブニング               |
| 2019.4.1  | 2020.9.27  | テレポートプラス                             | テレポートプラス                          | FNN Live News it!                         |
| 2020.9.28 | 現在       | テレポートプラス                             | テレポートプラス                          | FNN Live News イット!                     |